# Pismira
Pismira är ett släkte av tvåvingar. Pismira ingår i familjen hoppflugor.
Kladogram enligt Catalogue of Life:
| Pismira | \| \| Pismira citrago \| \| \| \| \| \| Pismira kabare \| \| \| \| \| \| Pismira mwenga \| \| \| \| \| \| Pismira uvira \| \| \| \| |
|         | \| \| Pismira citrago \| \| \| \| \| \| Pismira kabare \| \| \| \| \| \| Pismira mwenga \| \| \| \| \| \| Pismira uvira \| \| \| \| |
|         | Pismira citrago |
|         | |
|         | Pismira kabare |
|         | |
|         | Pismira mwenga |
|         | |
|         | Pismira uvira |
|         | |